# Impala (Bier)
Impala ist eine Biermarke aus Mosambik. Sie gehört dem mosambikanischen Brauerei-Konzern Cervejas de Moçambique (CDM), seinerseits eine SABMiller-Tochter. Die CDM braut das Impala-Bier an ihrer 2010 neu errichteten Fabrik in Nampula.
Das Impala-Bier wurde Ende 2011 eingeführt und gilt als weltweit erstes industriell hergestelltes Bier aus Maniok. Der Name bezieht sich auf die afrikanische Impala-Antilope, das auch auf den Etiketten abgebildet ist.
Das Bier wird aus 70 % Maniok und 30 % Gerste hergestellt und in der neuesten Brauerei der CDM in Nampula im Norden des Landes gebraut. Es hat einen Alkoholgehalt um 6,5 %, höher als die üblichen 4,5 % bis 5,5 % anderer Biere.

## Entstehungsgeschichte
Mit einem Bier aus Maniok sollten verschiedene Ziele erreicht werden: die Überproduktion an Maniok der regionalen Bauern sollte Abnahme finden, zur Stärkung der lokalen Wirtschaft. Zudem sollte ein kostengünstiges Bier auf den Markt kommen, als preiswertere Alternative für weniger kaufkräftige Schichten.
Der Preis für Impala sollte bei etwa 70 % anderer Biere liegen. Das Mutterunternehmen handelte mit der Regierung Mosambiks dazu parallel eine ermäßigte Besteuerung aus.
Die Brauerei visierte einen anfänglichen Verbrauch von 40.000 Tonnen Maniok an, der von 1.500 bis 2.000 Bauern bezogen werden sollte. Im Jahr 2015 lieferten bereits rund 7.500 Kleinbauern Maniok für Impala. Parallel engagierte sich CDM in der Region mit einigen gemeinnützigen, öffentlichkeitswirksamen Projekten, etwa neu angelegten Dorfbrunnen.
Impala gilt seither als erfolgreich eingeführte Marke. Insbesondere die positiven Aspekte für die regionale Wirtschaft werden medial herausgestellt. In der Folge wurde der Vertrieb verbessert und auf das ganze Land ausgeweitet, mit einer Produktion auch in Maputo.
Möglicherweise wegen des gemeinnützigen Teilaspektes, wahrscheinlich aber auch wegen seines günstigen Preises und des höheren Alkoholgehalts gilt das Impala-Bier seither als populäres Bier der Jugendkultur im Land.